# 东凌镇
东凌乡，是中华人民共和国广西壮族自治区百色市德保县下辖的一个乡镇级行政单位。

## 行政区划
东凌乡下辖以下地区：
东凌村、定坡村、新屯村、陇务村、多莫村、高国村、陇桥村、陇门村、登限村、朴圩村、大福村、多柏村、中那村、甘必村、平交村、那么村、多俄村、多脉村和多乐村。